# 彼得里夫卡 (日梅林卡區)
49°0′40″N 28°13′15″E / 49.01111°N 28.22083°E
彼得里夫卡（烏克蘭語：Петрівка）是位於烏克蘭西南部的村莊，由文尼察州日梅林卡區的日梅林卡市鎮負責管轄。該村面積0.3平方公里，海拔高度260米，2001年人口47，人口密度每平方公里158.25人。